# 善知識
善知識（ぜんちしき、梵: कल्याणमित्र、kalyāṇa-mitra）は、「善き友」「真の友人」、仏教の正しい道理を教え、利益を与えて導いてくれる人を指していう。「善友」とも漢訳される。原語の kalyāṇa は、「善い」、「徳のある」という意味の形容詞、中性名詞として「善」「徳」の意味。mitraは「友人」。
この意味から、禅宗では参禅の者が師家をこう呼ぶ。
浄土真宗では念仏の教えを勧める人、特に門徒が正しい法の継承者として門主をこう呼ぶ。
日蓮宗系では「善知識」「悪知識」と呼び習わし、同じ知識でも捉え方によって善くも悪くもなるため、何ごとも「善知識」に捉えるようにと教えている。